# Televisió a Andorra

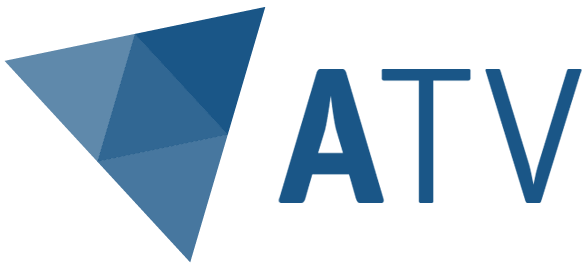
Logo Andorra Televisió

Les primeres emissions legals de televisió a Andorra remunten a la dècada dels 1970. El panorama televisiu andorrà és el fruit directe de la complexa història del país, explicable per les relacions polítiques d'equilibri del microestat europeu amb els dos països veïns. Així, Andorra disposà d'entrada de televisió en color tot i que durant un temps compartí el senyal amb el blanc i el negre. La incorporació del país a l'era digital ha estat, malgrat tot, força capdavantera. Andorra és el tercer país europeu, darrere de Finlàndia i el Luxemburg, a haver apagat la senyal analògica. També ha estat dels pocs en haver-se adaptat a les pantalles panoràmiques (16:9) i al teletext. Tot i això, la televisió per cable hi és pràcticament inexistent i l'oferta televisiva en llengua pròpia es limita a una cinquena de canals, entre els quals només un és nacional.

## Especificitat del mercat televisiu andorrà
El panorama televisiu andorrà hereva dues especificitats pròpies que són el fruit de les relacions polítiques entre el govern andorrà i els països veïns i de la història mateixa del país. Així, l'oferta televisiva abraça canals propis, hispànics, francesos i catalans en vista de mantenir bones relacions diplomàtiques amb els països veïns i de conformitat, igualment, al marc històric, traduïble en el sistema educatiu mateix. D'altra banda, el país aposta després de l'experiència del segle XX amb Ràdio Andorra pel monopoli estatal en l'àmbit de les telecomunicacions. No existeix cap companyia estrangera que exploti les telecomunicacions. A petició de la comunitat lusòfona, el govern ha ampliat els canals existents per incloure-hi televisions en portuguès i tot aprofitant l'avinentesa, també ha afegit canals anglesos i estatunidencs d'informació.

## Història de la televisió a Andorra

### Televisió hertziana analògica

#### Panorama televisiu general
La televisió ha estat durant molt de temps una raó d'Estat (un assumpte d'Estat). En efecte, no existeix cap companyia privada que ofereixi televisió als andorrans i el servei televisiu l'assumeix exclusivament Andorra Telecom que manté des de la seva creació a la dècada del 1970 el monopoli de les telecomunicacions. L'empresa és paraestatal i sorgeix als 70 per unes necessitats concretes del moment.
Això dona avantatges al país. Des del punt de vista qualitatiu, la televisió esdevé veritablement un servei públic i l'Estat, com a tal, n'ha d'assumir la màxima qualitat. Així, per exemple, Andorra Telecom s'ha d'assegurar que tots els ciutadans del país puguin rebre televisió. L'oferta televisiva pot discutir-se sempre entre companyies estrangeres de telecomunicació i l'Estat mateix, cosa que pot, en segons quins casos, presentar avantatges per una banda com per l'altra. Tanmateix, aquesta fórmula també presenta algunes febleses. D'arribada, l'Estat és qui gestiona i resol sobre el futur dels canals, televisius i radiofònics, que es poden veure i escolar a Andorra. És qui, igualment, pot decidir de la forma en què els andorrans veuen televisió i, endemés, per qüestions monopolístiques, això condiciona enormement el preu per veure televisió. En efecte, Andorra Telecom pot presentar, sense cap mena d'inconvenient, els preus que vol perquè no es veu condicionada per la competència econòmica, inexistent. A més a més, la mateixa parapública pot decidir de la implantació d'una tecnologia a favor d'una altra, sense atendre a criteris d'oferta i demana, tal com ha succeït amb la fibra òptica, implantada a Andorra per decisió de l'ens, sense deixar possibilitat de tria als ciutadans.

#### Un país de tradició radiofònica
Això no sempre ha estat així. En efecte, tot i que la qüestió remet a parlar de ràdio i no de televisió, les primeres emissions radiofòniques a Andorra són privades. Més delimitadament, la qüestió remunta a l'entre-guerres del segle xx. Aleshores Andorra es trobava en una situació econòmica, política i social desastrosa. L'anomenada Revolució Industrial va ferir d'una sotragada l'economia tradicional del país. Des de l'Edat Moderna que Andorra basa la seva supervivència en l'artesanat, el contraban, el tabac i la venda de ferro a l'exterior. Les fargues eren un dels motors de l'economia del país però amb l'arribada de la Revolució Industrial tancaren les unes rere les altres pràcticament sense que es pogués aturar. La raó d'aquest desgavell econòmic foren les economies dinàmiques francesa i catalana, prou fortes com per desplaçar el sistema econòmic del petit país dels Pirineus.
Des de la segona meitat del segle xix que el Principat entra en decadència econòmica i, una cosa portà a l'altra, també a la decadència social i política. Malgrat els episodis tumultuosos del segle xix, el país mai no va adaptar-se a la Revolució Industrial i, en entrant el segle XX i fins als anys 1930, el país encara viu dels eixos tradicionals, abocant la població a una economia de supervivència, rural i poc productiva. En conseqüència hi hagué un moviment important d'emigració cap a fora; Catalunya n'eixirà força beneficiada. En aquest context, el parlament andorrà, el Consell General, aprofita que la ràdio es presentava llavors com una gran novetat, per contractar una empresa privada que construeixi una emissora de ràdio amb la fi d'atreure inversió. I, així mateix es va dur a terme. Tot i els impediments de l'Estat francès, Ràdio Andorra va obrir mercès a una concessió que va redactar el Consell General al 1939.

#### Guerra de les ràdios
D'ençà i fins a la dècada de 1980, la ràdio serà l'únic mitjà que arribarà a Andorra, sempre sota mans privades. El govern francès de l'època volgué impedir-ne la posada en marxa perquè llavors, en l'entreguerres, els governs europeus pretenien monopolitzar totes les línies radiofòniques. Constituïen un mitjà lliure per on podia passar la informació, sense censura. Fou prou motiu per tal que nasquessin ràdios "perifèriques", és a dir, ràdios que emetien des de països veïns, normalment microestats. Andorra, degut a la seva mida, omplia perfectament les necessitats de les anomenades "ràdios lliures".
Durant la seva trajectòria, Ràdio Andorra emet poques hores en català, pràcticament anecdòtiques, a causa dels impediments procedents de l'Estat francès i perquè després de la Segona Guerra Mundial el director de la ràdio fou perseguit per, suposadament, haver fet propaganda al feixisme alemany, de forma que resolgué salvar el seu negoci, Ràdio Andorra, cedint-lo al franquisme.

#### De la ràdio a la televisió
La implantació dels telègrafs ja suposà èpoques abans un veritable cas de disputa entre les autoritats andorranes, franceses i episcopals. En entrat al segle xx, la qüestió radiofònica tampoc no fou pacífica. Després de la Segona Guerra Mundial, efectivament, en no poder tancar tancar Ràdio Andorra, l'Estat francès resol instal·lar unilateralment una ràdio francesa a Andorra per tal de fer competència a Ràdio Andorra i, així doncs, tancar-la.
Quan s'intenta desplegar el telèfon tampoc no s'apreciaren relacions amigables entre administracions. A la dècada de 1960, la televisió fascinava al públic europeu en general, almenys la població que vivia en règims democràtics liberals. Hi guanya l'apel·latiu de "caixa màgica". Els andorrans també en quedaren eclipsats i per aquest motiu el parlament andorrà, que Andorra només disposa de govern propi a partir de la dècada de 1980, resol vers l'any 1967 posar-se en contacte amb el copríncep francès de cara a informar-se de com obtenir permisos i llicències per poder veure televisió a Andorra.
Existeixen, això no obstant, notícies de la dècada de 1950 sobre l'ús de televisions en bars andorrans. Però és realment amb l'arribada de la televisió a color, implantada a França abans que al veí del sud, que les autoritats andorranes decideixen interessar-se per la televisió.

#### Creació de l'STA
Tot seguint els criteris diplomàtics ja tradicionals amb França i Madrid, els primers canals de televisió que poden veure's a partir de la dècada de 1970 són de parla francesa i castellana. Concretament, es rebia a Andorra els pocs canals públics que existien a Espanya i França. El cas va justificar muntar una companyia andorrana que gestionés l'oferta televisiva: Servei de Telecomunicacions d'Andorra, abreujat STA.
L'STA, l'actual Andorra Telecom, fou creada l'any 1975, moment en què Andorra, els Països Catalans, Euskadi i Castella, a més de Portugal, entraren en procés de transició de règim polític, traduït a Portugal en democràcia. Això vol dir que les emissions que es reberen des del sud començaren a ser d'un caire força diferent. En efecte, des del final de la Guerra Civil Espanyola que Espanya era governada per una dictadura feixista i aquesta, com fou el cas per a Portugal, va implantar la televisió amb l'afany de controlant-ne el contingut i emetre propaganda.
L'STA nasqué amb vocació d'estendre el negoci, estatal, de les telecomunicacions, és a dir, de gestionar igualment les línies telefòniques que, aleshores, també eren objecte de tensió entre París i Andorra la Vella.

#### Transició Nacional
A la dècada de 1980, Andorra aconsegueix per primera vegada un govern i, amb això, separar, encara que retòricament, l'executiu del parlament sots criteris montesquians: govern, parlament i tribunals. Aquest fet és important atès que és sota els primers governs que s'inicia tot un procés que culmina en la conversió de Ràdio Andorra en la futura, i actual, Ràdio i Televisió d'Andorra.
Des de 1975 el Consell General presenta dubtes i greuges als coprínceps sobre les ràdios i línies telefòniques del país. El país és aleshores en procés d'autodeterminació, en tant que cerca el reconeixement internacional, fet que culmina l'any 1993 quan Andorra obté el dret a seure per primer cop a l'Organització de les Nacions Unides. Perquè això fos així, calgué un context procliu, la transició de règim a Espanya. En efecte, durant els 80 Catalunya assoleix tenir un nou estatut d'autonomia i, endemés, s'hi obren els primers canals autonòmics de televisió, concretament TV3. Ràdio i Televisió Espanyola emet d'ençà els 70 algunes emissions en català. Així, l'ambient als Països Catalans, es trasllada a Andorra i, de criticar Ràdio Andorra pels problemes que generava al parlament andorrà, la població hi reclama "ràdios en català". Tot coincidint amb les primeres emissions catalanes -dècada de 1990- Ràdio Andorra es transformada formalment en un nou ens públic, responsable d'emetre ja no tant solament ràdio en català i de procedència andorrana, sinó també televisió.

#### Sobirania sobre les telecom
Des de la dècada de 1990 Andorra disposa de canals catalans, castellans i francesos: RTVE, France Télévision i Televisió de Catalunya. A aquests canals, s'hi afegirà properament Andorra Televisió.
L'adhesió d'Andorra a l'UER no fou gens fàcil a causa de l'oposició explícita de França i Espanya, cosa que impedí la difusió normalitzada de ràdio i televisió a Andorra. L'Estat francès com espanyol no volien que Andorra en fos membre perquè això connotava reconèixer-ne el dret a autodeterminació, raó per la qual els dos Estats veïns n'impediran l'entrada fins a l'últim moment, quan Andorra ja vota favorablement al canvi de règim i assoleix ser reconeguda com a país amb la Constitució, i, entrar definitivament a l'ONU.
Els dos veïns es posaren d'acord per condicionar les futures emissions. Per tal de no ser vetada a les votacions d'admissió, Andorra havia d'acceptar emissions en català, castellà i francès de forma paritària. El govern andorrà cedí i durant la dècada de 1990 el país veu exclusivament els canals públics hispànics, català i francesos.

### Televisió per cable i altres opcions
La televisió per cable mai no ha existit a Andorra degut al monopoli estatal i a la seva situació política i històrica. Així i tot, aquesta afirmació no és plenament tota certa perquè des que s'implanta la televisió per cable a Espanya que la Mútua Elèctrica de Sant Julià de Lòria, al sud del país, ofereix a qui vulgui televisió de pagament procedent d'Espanya. Així, exclusivament a Sant Julià de Lòria, la televisió per cable s'hi pot veure i es distribueix de la mà d'una parapública comunal, és a dir, regional.
El satèl·lit, en canvi, sí que pot veure's arreu del país tot i que no disposa de canals propis, o sigui, Andorra Televisió no emet fora d'Andorra i tampoc no disposa d'una versió internacional. La impossibilitat de TVC d'emetre televisió fora del seu territori, des de la dècada dels 2010, també ha exclòs el català del satèl·lit.

### Televisió digital terrestre
Andorra és el tercer país europeu que fa l'apaga analògica. Aquest fet és una exclusiva que en diu molt sobre el sistema de telecomunicacions triat pels governs andorrans. En efecte, en disposar del monopoli televisiu, el govern andorrà pot decidir d'avantatjar unes tecnologies o unes altres. A això cal afegir-hi el fet que el país fa només 462 quilòmetres quadrats, és a dir, la implantació de la televisió digital terrestre es va fer ràpidament perquè tècnicament tenia menys costs.
L'arribada de la televisió digital terrestre a Andorra coincideix amb la decisió de la Unió Europea de desdir-se del senyal analògic i imposar a tots els països membres el senyal digital. Andorra digitalitza les seves línies a resultes d'això, incorporant de la mateixa manera la fibra òptica, a més d'apaga el senyal d'ADSL. Així, des del 2007, moment en què es fe l'apagada analògica, Andorra ja només podia veure televisió digital. En paral·lel, l'STA procedeix a canviar la seva forma jurídica. Es mantingué com a parapública, però sota altres formes jurídiques, noves i sorgides de la Crisi dels paradisos fiscals. D'esquitllada en renova la imatge de marca. Avui és Andorra Telecom.
Hi hagué igualment intenció d'ampliar l'oferta televisiva fins a la vintena de canals. La gran novetat fou que arribaren canals de parla portuguesa i anglesa, fins aleshores inexistents a Andorra. El país va mantenir el compromís segellat als 90 amb relació a la paritat castellà, català i francès. El temps fa evident que aquesta paritat empobreix el desenvolupament de la llengua catalana tot i que manté un país divers. La integració de l'estranger es torna llavors ben complicada per la manca majoritària de consum en llengua i cultura catalanes.

#### L'IPTV i les multiplataformes
Poc després d'haver procedit a l'apagada analògica, Andorra Telecom es va posar a treballar per instaurar la fibra òptica i apagar l'ADSL. Si la implantació de la televisió ha estat tardana, en canvi, la de la fibra òptica fou capdavantera. En efecte, el país és el primer a Europa que ha fet l'apagada de l'ADSL i avui qualsevol andorrà que vulgui tenir internet a casa ha de contractar un paquet de fibra òptica. El cas va servir a Andorra Telecom per a omplir el buit històric que hi havia al país amb relació a la manca de televisió cablada.
Andorra Telecom signa a la dècada del 2010 un contacte amb la teleoperadora hispànica Movistar a través del qual l'oferta televisiva que normalment qualsevol castellà, català i basc adquireix per cable pugui transfer-se a Andorra vio fibra òptica. Això ha estat possible gràcies al fet que la televisió, la telefonia i les llicències radiofòniques són un monopoli estatal, fet que proporciona rapidesa i eficàcia a les adaptacions tecnològiques. Tanmateix, els preus que Andorra Telecom practica per a l'obtenció de televisió pagada són immensament més elevats que qualsevol país europeu veí.
D'altra banda, el mercat IPTV no s'ha explotat. Cap companyia nacional s'hi ha interessat i els ciutadans contracten serveis exteriors. La televisió per fibra òptica és televisió per internet però cal no confondre-ho amb plataformes de tipus FilmON TV, Salto o Molotov TV. Molts andorrans contracten IPTV mitjançant plataformes foranes. Molotov.tv era a la dècada del 2010 l'un dels productes IPTV més complets, intuïtius i qualitatius del mercat.
Finalment, Andorra Telecom posseeix la seva multiplataforma, si bé és lluny d'assimilar-se a qualsevol multiplataforma dels veïns europeus.

## Llista de canals

### Emissions obertes
Els canals que actualment es poden veure a Andorra s'han anat afegint de forma progressiva a la dècada dels 2000. Segueixen la norma de paritat lingüística a la qual s'hi afegiren les emissions internacionals d'RTP i TVI per tal de complaure a la comunitat portuguesa resident a Andorra, la segona més important després de la castellana. Seguint igualment una òptica europea, el govern andorrà també optà per emetre dos canals anglosaxons i Euronews que inicialment es podia veure en totes les llengües en què estava disponible a la dècada dels 2010, fins que s'hagué d'emetre exclusivament en francès a Andorra. En qualsevol cas, tot i que el panorama lingüístic és imposat, avui dia es presenta com dels pocs a Europa més rics lingüísticament. En efecte, només els països poliglotes presenten tanta varietat lingüística a les seves emissions de ràdios i televisió; tot recordant que el català és l'única llengua oficial d'Andorra.
| Canals andorrans: - Andorra Televisió Canals catalans: - TV3 - El 33 - SX3 - 3/24 - Esport3 - 8tv - Pirineus TV | Canals hispànics: - La 1 - La 2 - Antena 3 - Cuatro - Telecinco - LaSexta - Teledeporte Canals portuguesos: - RTP Internacional - TVI Internacional | Canals francesos: - TF1 - France 2 - France 3 - M6 - France 5 - Arte - France 4 - TV5 Monde Canals europeus: - BBC World News - Euronews Canals americans: - CNN |

### Emissions per fibra òptica
L'oferta televisiva per fibra òptica substitueix l'oferta per cable que normalment haurien de tenir tots els ciutadans. El contracte entre Andorra Telecom i Movistar fa que contractant una fórmula de pagament es pugui veure els canals que Movistar Espanya ofereix a Castella, els Països Catalans i el País Basc, als quals cal afegir alguns canals de pagament francesos.
| Canals per defecte: - Andorra Televisió - TV3 - El 33 - Super 3 - 3/24 - Esport3 | - 8tv - Pirineus TV - La 1 - La 2 - Antena 3 | - Cuatro - Telecinco - LaSexta - Teledeporte | - RTP Internacional - TVI Internacional - TF1 - France 2 | - France 3 - M6 - France 4 - Arte | - France 5 - TV5 Monde - BBC World News - Euronews - CNN |

| Canals Movistar + Andorra Telecom: - TMC - Canal Hollywood - Fox - AXN - Turner Network Television - Comedy Channel - Calle 13 | - Cosmopolitan TV - FyFly - AMC - Disney Channel - Disney XD - Nickelodeon | - Nick JR - BabyTV - Disney Junior - Canal Panda | - Clan TVE - National Geographic Channel - National Geographic Wild - Canal Historia - Odisea - Viajar | - Blaze - Canal Cocina - Canal de Casa - MTV - Mega | - Neox - Factoría de Ficción - Nova - Divinity - Energy - Boing | - Paramount Channel - A3 Series - TFX - TMC Monte Carlo - BFM TV | - Televisión de Galicia - Canal Sur Andalucía - Cuba Visión - TV Record - NBC | - Bloomberg - Fox News - Russia Today - Aljazeera - TVE 24H | - France 24 - i24News - Eurosport - Reial Madrid - France 5 |

### Emissions per satèl·lit i per cable
Les emissions per cable que poden rebre els ciutadans andorrans que viuen a Sant Julià de Lòria no varien gaire de l'oferta televisiva per cable de qualsevol operador espanyol. És, si fa no fa, la mateixa oferta televisiva que proposa Andorra Telecom mitjançant fibra òptica. L'avantatge per als ciutadans de Sant Julià de Lòria és el preu, immensament més barat que l'opció que ofereix Andorra Telecom. Pel que fa al satèl·lit, el llistat de canals es resumeix a la disponibilitat normal de qualsevol resident europeu en el continent europeu.